# Emma Pallant
Emma Pallant (ur. 4 czerwca 1989 w Aldershot) – brytyjska lekkoatletka specjalizująca się w biegach średnich i długich.
Na mistrzostwach świata juniorów młodszych w 2005 odpadła w eliminacjach biegu na 1500 metrów, a rok później także na tym dystansie uplasowała się na czwartym miejscu w mistrzostw Europy juniorów. Brązowa medalistka juniorskiego czempionatu globu w 2008 w rywalizacji na dystansie 1500 metrów. W 2009 roku była siódma na młodzieżowych mistrzostwach Europy. Na koniec sezonu 2010 sięgnęła indywidualnie po brązowy medal (po dyskwalifikacji za doping pierwszej na mecie Turczynki Meryem Erdoğan) oraz po złoto drużynowo w gronie młodzieżowców na mistrzostwach Europy w biegu na przełaj. Dwukrotna złota medalistka mistrzostw Europy w przełajach z Velenje (2011). Reprezentantka kraju w drużynowym czempionacie Starego Kontynentu.
Rekord życiowy: bieg na 1500 metrów – 4:09,96 (23 maja 2009, Rabat).

## Osiągnięcia
| Rok  | Impreza                                 | Miejsce   | Konkurencja           | Lokata            | Wynik    |
| ---- | --------------------------------------- | --------- | --------------------- | ----------------- | -------- |
| 2005 | Mistrzostwa świata juniorów młodszych   | Marrakesz | bieg na 1500 m        | el. – 15. miejsce | 4:35,19  |
| 2006 | Gimnazjada                              | Saloniki  | bieg na 1500 m        | 2. miejsce        | 4:25,63  |
| 2007 | Mistrzostwa Europy juniorów             | Hengelo   | bieg na 1500 m        | 4. miejsce        | 4:18,71  |
| 2008 | Mistrzostwa świata w biegu na przełaj   | Edynburg  | bieg juniorów         | 27. miejsce       | 21:17    |
| 2008 | Mistrzostwa świata juniorów             | Bydgoszcz | bieg na 1500 m        | 3. miejsce        | 4:17,06  |
| 2008 | Mistrzostwa Europy w biegu na przełaj   | Bruksela  | bieg juniorów         | 5. miejsce        | 14:05    |
| 2009 | Młodzieżowe mistrzostwa Europy          | Kowno     | bieg na 1500 m        | 7. miejsce        | 4:17,23  |
| 2010 | Superliga drużynowych mistrzostw Europy | Bergen    | bieg na 3000 m        | 7. miejsce        | 9:17,47  |
| 2010 | Mistrzostwa Europy w biegu na przełaj   | Albufeira | bieg młodzieżowców    | 2. miejsce        | 20:28    |
| 2010 | Mistrzostwa Europy w biegu na przełaj   | Albufeira | drużyna młodzieżowców | 1. miejsce        |          |
| 2011 | Młodzieżowe mistrzostwa Europy          | Ostrawa   | bieg na 5000 m        | 7. miejsce        | 16:12,57 |
| 2011 | Mistrzostwa Europy w biegu na przełaj   | Velenje   | bieg młodzieżowców    | 1. miejsce        | 19:57    |
| 2011 | Mistrzostwa Europy w biegu na przełaj   | Velenje   | drużyna młodzieżowców | 1. miejsce        |          |